# Minivan U (General Motors)
El Chevrolet Uplander es un monovolumen del Segmento F producido por el fabricante norteamericano Chevrolet desde el año 2005. Al igual que el Venture, se posiciona por encima del Chevrolet Zafira, su predecesor es el Chevrolet Venture y fue sustituido en 2009 por el Chevrolet Traverse.